# 卡萝尔·贝克
卡萝尔·贝克（英語：Carroll Baker，1931年5月28日—），美国女演员。曾获得金球奖年度最佳新人女演员。